# Huberta
Huberta – imię żeńskie pochodzenia germańskiego.
Jest to żeński odpowiednik imienia Hubert.
W roku 1994 imię to nosiło w Polsce 28 kobiet, spośród których 4 urodziły się przed 1920 r., 11 urodziło się w latach 20. XX wieku, 7 – w latach 30., 4 – w latach 40. i po 1 osobie w latach 50. i 60. XX wieku.
Huberta imieniny obchodzi: 3 listopada.

## Odpowiedniki w innych językach
- angielski: Huberta[1]
- niderlandzki: Huberta, Huiberta[1]
- niemiecki: Huberta, Hubertine[1]
- węgierski: Huberta[1]

## Znane osoby noszące imię Huberta
- Huberta von Bronsart (1892–1978) – niemiecka biolożka
- Huberta Heres (ur. 1934) – niemiecka archeolożka